# 仰望汽车
仰望汽车是比亚迪汽车旗下的豪华电动汽车品牌。仰望汽车的logo为甲骨文“雷”或“电”字。
该品牌于2023年1月推出。在中国市场，仰望汽车占据100万元人民币（约14万美元）以上的价格区间，与欧洲豪华品牌竞争。

## 产品
仰望汽车的首款车型仰望U8于2023年1月5日在广州国际汽车展览会上亮相，并于2023年4月18日在中国上市。仰望是第一个引入比亚迪专有的独立轮驱动（IWD）技术平台“e4”（易四方）的品牌。
发布会上，比亚迪创始人兼CEO王传福亲自驾驶一辆U8上台，而另一辆配备麦克纳姆轮的U8则通过侧向行驶和坦克般的旋转展示了IWD技术。在同一场车展上，王还推出了U9，这是一款纯电动超级跑车，配备专有的“DiSus”（云辇）主动悬架系统，据称0-100公里/小时加速时间仅为2秒。 “DiSus”系统允许车辆在轮胎爆裂时以三个轮子行驶。比亚迪将“DiSus”系统分为“DiSus-C”、“DiSus-A”、“DiSus-P”三个不同的子系统，而仰望U9则配备了“DiSus-X”系统（预留的专用系统）。对于超级跑车）它结合了三个系统的所有属性。
仰望U8配备了四台电动机和一台2.0升涡轮增压发动机。 这样的动力配置将使车辆的最大输出功率达到1100马力。紧急情况下，仰望U8可以像船一样漂浮在水面上，并向前行进。

## 画廊

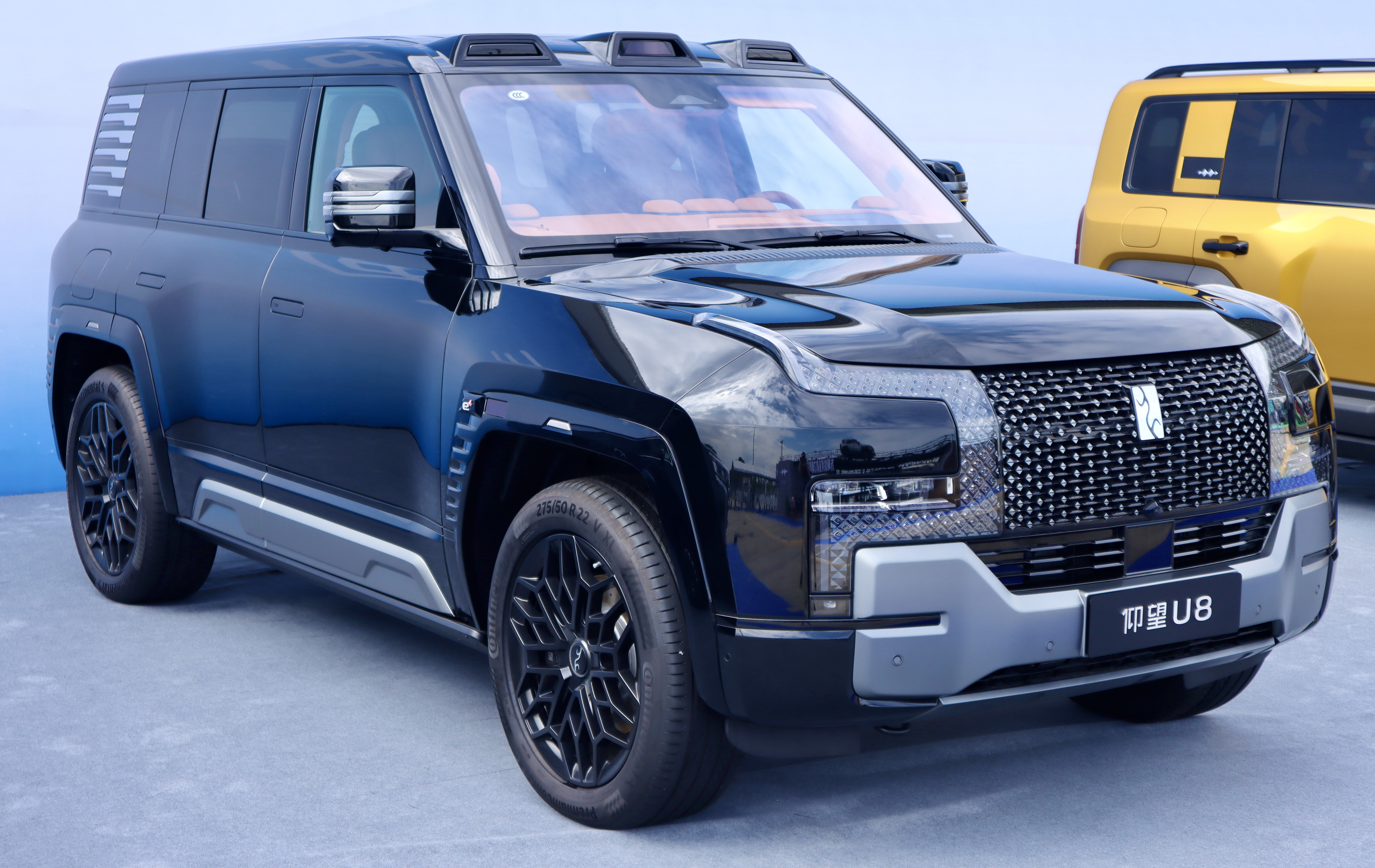
仰望U8
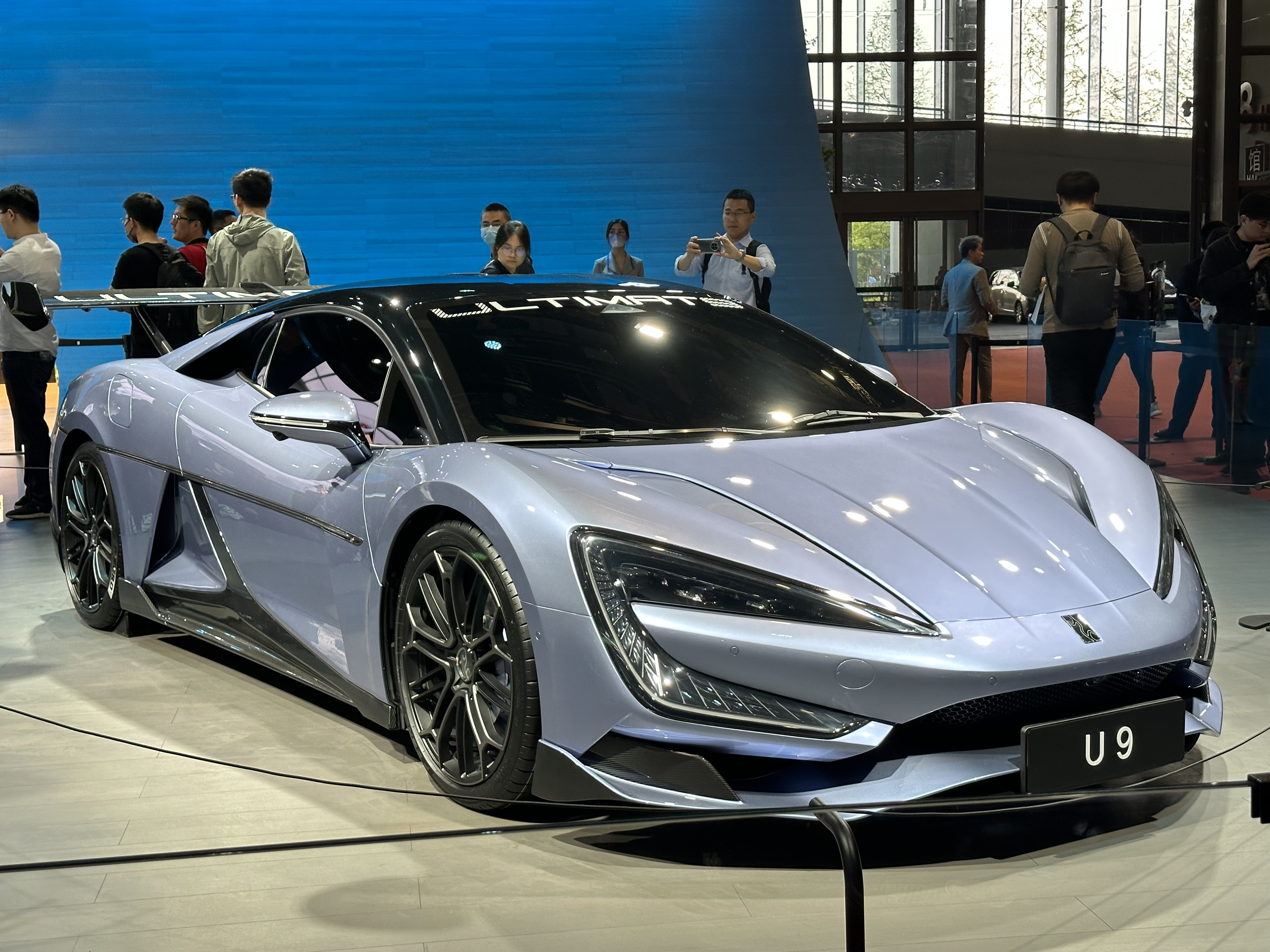
仰望U9